# Гаврилін Валерій Олександрович
Вале́рій Олекса́ндрович Гаври́лін (17 серпня 1939, Вологда — 28 січня 1999, Санкт-Петербург) — радянський та російський композитор, автор симфонічних та хорових творів, пісень, камерної музики, музики до кінофільмів. Лауреат Державної премії СРСР (1985). Народний артист РРФСР (1985).

## Біографія
Народився у Вологді, але сім'я жила в місті Кадніков Сокальського району Вологодської області. Мати працювала директором Кадниковский дитячого будинку, а батько був завідувачем районного відділу народної освіти в місті Сокіл. Батько незабаром після народження сина загинув на війні (1942).
Згодом Валерій Гаврилін жив у селі Перхурьєво Кубено-Озерського району Вологодської області, навчався в школі в селі Воздвиження (через дорогу) до 1950 року. Мати була репресована і дитина потрапила в дитячий будинок у Жовтневому районі Вологди. Навчався в середній чоловічій школі № 9, займався в хорі, грав в оркестрі народних інструментів, навчався на фортепіано під керівництвом Т. Д. Томашевської та пробував компонувати. Закінчивши 7 класів середньої школи, вступив до Вологодського музичного училища на диригентсько-хорове відділення. У цей час в училищі працювала Державна екзаменаційна комісія, очолювана доцентом Ленінградської консерваторії І. М. Белоземцевим, який його прослухав та рекомендував до вступу в Ленінградську Спеціальну музичну школу-десятирічку при консерваторії. В 1953 був прийнятий в цю школу в клас кларнета (педагог М. А. Юшкевич) в 7-й клас і одразу ж став займатися композицією у С. Я. Вольфензон і грою на фортепіано у Є. С. Гугель.
В 1958 вступив до Ленінградської консерваторії, яку закінчив у 1964 за спеціальністю музикознавця-фольклориста (керівник — професор Ф. А. Рубцов) і по класу композиції професора О. О. Євлахова. У нього ж, після закінчення консерваторії Гаврилін займався в аспірантурі.
З 1964 року вів клас композиції в Музичному училищі при Ленінградській консерваторії. З 1965 — член Спілки композиторів СРСР.
Проживав у Санкт-Петербурзі за адресою вул. Пестеля, д. 12/22.
Незадовго до 60-річчя, 28 січня 1999, після двох важких інфарктів помер. Похований у Санкт-Петербурзі на Літераторських містках Волковського кладовища.

## Звання та нагороди
- Державна премія РРФСР імені М. І. Глинки (1967) — за вокальний цикл «Російський зошит»
- Премія Ленінського комсомолу (1980) — за вокально-інструментальні твори «Земля», «Воєнні листи» та вокально-симфонічну баладу «Два брати»
- Державна премія СРСР (1985) — за хорову симфонію-дійство «Передзвони»
- Заслужений діяч мистецтв РРФСР (1979)
- Народний артист РРФСР (1985)

## Творчість
Ним введені нові форми хорового музикування, засновані на синтезі академічних та побутових жанрів. Зі своїм «Російським зошитом» він увійшов у музичне мистецтво в 60-і роки, в період так званої другої неофольклорной хвилі, своєрідної паралелі до творчості російських письменників-«деревенщиків». У «Російському зошиті» і в «Воєнних листах» він втілив образ північно-російської селянки, а у вокальному циклі «Вечерок» створив портрет своєрідної Гретхен російської провінції.
Як естетика, так і стиль Валерія Гавриліна — приклад неоромантичних тенденцій в російській музиці. Це проявлявлось насамперед у тяжінні до улюбленого романтиками жанру пісні, в естетизації та тонкій розробці простих пісенних форм. З пісень складаються камерні вокальні цикли, вокально-симфонічні поеми. Композиційно їм близькі й своєрідні пісенні «дійства» — знайдена композитором форма музично-поетичного театру. У «дійствах» вгадується віддалений зв'язок з народними музичними виставами, з традицією «грати» пісню, є в них і психологізм вокальних циклів. Мають вони умовний сюжет, що зазвичай зводиться до якоїсь однієї драматичної ситуації. «Дійства» різноманітні за змістом, за своєю жанровою природою. Так, «Весілля» (лібрето В. А. Гавриліна і А. Шульгіної) та «Пастух і пастушка» (по В. П. Астаф'єву) ближче до психологічної драми, а вистава та пісеньки зі старого російського життя «Скоморохи» (слова В. Коростильова) — зразок соціальної сатири. У хоровій симфонії-дійстві «Передзвони» сатиричний елемент переплетений з міфологічним, з казковою фантастикою, з алегорією, з драматичною темою суду особистої совісті перед обличчям смерті.
В інструментальній музиці Валерія Гавриліна значне місце займають програмна мініатюра, характерні п'єси, що складають його оркестрові сюїти та дивертисменти. Вокальний за природою талант композитора відрізняється неповторною, власною інтонацією. 

Музика Гавриліна вся, від першої до останньої ноти, напоєна російським мелосом, чистота її стилю вражаюча. Органічне, синівське почуття Батьківщини — дорогоцінна властивість цієї музики, її серцевина. З пісень та хорів Гавриліна постає вільна, звончата Русь. Але це зовсім не милування екзотикою та архаїкою, не музичне «штукарство» на раритетах древнього мистецтва. Це — справжнє. Це написано кров'ю серця. Жива, сучасна музика глибоко народного складу, і — найголовніше — сучасного світовідчуття, народженого тут, на наших теренах.
— Георгій Свиридов

## Літературна спадщина
Літературна спадщина Валерія Гавриліна — критичні статті, есе, вступні слова, виступи, інтерв'ю — розкриває ще одну грань його яскравої особистості. «Він писав та говорив про високу місію мистецтва — особливо музики — в житті народу, про композиторів (М. І. Глинку, М. П. Мусоргського, Г. В. Свиридова), виконавців (З. О. Долуханову, 
Є. О. Мравинського, С. Т. Ріхтера), про поетів та прозаїків (М. М. Рубцова, В. М. Шукшина, В. П. Астаф'єва), про акторів, про фольклор, про бардівську пісню та сучасну естраду, про музичне сприйняття та музичному освіту, про моральність, екологію та ін., писав завжди темпераментно та захоплююче, в яскравій образній та дохідливій формі. Його статті та есе, виступи по радіо та телебаченню, інтерв'ю з ним відрізняються глибиною думки, чітко сформульованою позицією та власним блискучим літературним стилем»
Знавець та тонкий цінитель російської літературного слова Георгій Свиридов писав про Гавриліна:
|  | Ви володієте справжнім літературним даром (що я помітив уже давно!), маєте свою мову, стиль та манеру висловлювання. «Виправляти» Вас це означає «псувати» Вас […] |

Гаврилін орієнтувався на найкращі зразки вітчизняної та світової музичної критики — Б. В. Асафьева, Р. Роллана. «Істотно відрізняються статті від великого числа робіт, які пишуться музикознавцями для музикознавців і в яких викладаються багато важливих та цікавих думок — як би схеми аналізу, що піднялися до цікавих наукових узагальнень, проте не мають тієї художньої та літературної форми, в якій вони були б доступні широкому колу зацікавленої музикою публіки.»

## Твори

### Балети
- Анюта, балет в 2-х діях, лібрето О. А. Бєлінського по А. П. Чехову. Постановка В. В. Васильєва (1982)
- Будинок біля дороги , балет в 1-й дії, лібрето О. А. Бєлінського за поемою О. Т. Твардовського (1984)
- Поручник Ромашов по О. І. Купріну (1985)
- Одруження Бальзамінова по О. М. Островському (1989)

### Опери
- Моряк та горобина (1968)
- Сімейний альбом (1969)
- Пещное дійство (1970)

### Твори для музичного театру
- Так одружився Копачі, музична комедія в 1-м дії за п'єсою Л.Табі

### Симфонічні твори
- Тараканище, симфонічна сюїта (1963)
- Увертюра C-dur для симфонічного оркестру (1964)
- Адажіо для струнного оркестру (1964)
- Весільна, симфонічна сюїта № 1 (1967)
- Театральний дивертисмент, симфонічна сюїта № 2 (1969)
- Російська, симфонічна сюїта № 3 (1970)
- Французька, симфонічна сюїта № 4 (1973)
- Портрети, симфонічна сюїта № 5 (1979)
- Пам'яті Батюшкова , вальс для симфонічного оркестру (1981)
- Анюта , симфонічна сюїта № 6 (1982)
- Будинок біля дороги , симфонічна сюїта № 7 (1984)

### Камерно-вокальні твори
- Про любов , вок. цикл для голосу і ф-но на сл. В. Шефнера (1958)
- Сатири , вок. цикл для голосу і ф-но на сл. A. Грігуліса (1959)
- Німецький зошит № 1, вок.цікл для голосу і ф-но на сл. Г. Гейне (1961)
- Російський зошит , вок.цікл для голосу і ф-но на народні тексти (1964, Державна премія РРФСР імені М. І. Глінки в 1965) 1. Над річкою стоїть калина

2. Страждальна («Що, девчоночки, стоїте…») 3. Страждальна («Зорю видно…») 4. Зима 5. Сію-вію 6. Справа була на гулянці 7. Страждання («Ой, не знаю, не знаю, не знаю я…») 8. В прекраснейшем місяці травні.
- Марина на слова М. Цвєтаєвої (1967)
- Пори рокувок. цикл для голосу і ф-но на народні слова та вірші С. Єсеніна (1969)
- П'яний тиждень, вок.цікл для голосу і ф-но. Слова народні.
- Три пісні Офеліїза В. Шекспіром, переклад Б. Пастернака (1971)
- Німецький зошит № 2, вок. цикл для голосу і ф-но на сл. Г. Гейне (1972)
- Вечерок, вок. цикл для 2-х голосів і ф-но. ч.1 «Альбомчик», слова народні, А. Шульгіною і В. Гавриліна (1973); ч.2 «Танці, листи, заключення», слова С. Надсона, І. Буніна, А. Ахматової, А. Шульгіною і В. Гавриліна (1975)
- Німецький зошит № 3, вок. цікл для квартету голосів і ф-но на сл. Г. Гейне (1976) — не реалізована.
- Місто спить , на слова А. Шульгіною (1978)
- Вибачте мене , на слова О. М. Володіна (1983)[5]

### Вокально-симфонічні твори
- Скоморохи , дійство для соліста, чоловічого хору, балету та сімф. оркестру. Слова В. Коростильова (1967 р.)
- Військові листи , вокально-симфонічна поема для солістів, дитячого та мішаного хорів та симфонічного оркестру. Слова А. Шульгіною (1972 р.)
- Земля , вокально-симфонічний цикл для вільного складу хору, соліста та симфонічного оркестру. Слова А. Шульгіною (1974 р.)
- Здравиця («Апофеоз»), кантата для мішаного хору та симфонічного оркестру, слова В. Максимова (1977 р.)
- Заклинання, кантата для жіночого хору та симфонічного оркестру. Слова А. Шульгіною (1977 р.)
- Весілля, дійство для солістки, мішаного хору, балету та симфонічного оркестру. Слова народні, А. Шульгіною і В. О. Гавриліна. (1978—1982)
- Передзвони (По прочитанні В. М. Шукшина), хорова симфонія-дійство для солістів, мішаного хору, гобоя, ударних та читця. Слова народні, А. Шульгіною і В. О. Гавриліна (1978—1982)
- Пастух та пастушка, дійство для солістів, великого хору, мішаного інструментального ансамблю. За В.Астафьєвим (1983 р.), не здійснено до кінця.

### Хорові твори (a cappella)
- Люди світу (на слова С.Васільєва) (1962)
- Ми говорили про мистецтво, кантата для мішаного хору a cappellaна власні слова (1963)
- Пам'яті полеглих , хорової цикл (1963)
- Дон капітан , концертне рондо для мішаного хору, слова Р.Баранніковой (1969)
- Приспівки , для мішаного хору, слова народні (1972)

### Камерно інструментальні твори
- Три струнних квартети (1960, 1962, 1964)
- Адажіо в поліфонічному стилі (1964)
- Поема для скрипки і ф-но (1963)
- Соната для скрипки і ф-но (1964)
- Соната для ф-но (1964)
- Твори для ф-но в 2 руки (три зошити)
- «Замальовки» (цикл з 18-ти програмних п'єс) для ф-п в 4 руки (1970-і рр..) (CD із записом усіх п'єс в ісп. Нори Новик та Раффі Хараджаняна — Рига-СПб)

### Інше
- Музика до вистав (36): «Так одружився Копачі», «Похідний марш», «Бронепоїзд 14-69», «Після страти прошу», «Через 100 років у Березовому гаю», «Дві зими і три літа», «Злочин та кара», «З коханими не розлучайтесь», «Кроки командора», «Свої люди — поквитаємось», «Над світлою водою», «Три мішки смітної пшениці», «Черемуха». та ін. (1959—1977)
- Пісні для голосу і ф-но, інструментального ансамблю або естрадно-симфонічного оркестру.
- Поема № 426 для соліста, інструментального ансамблю, ЕОМ 328-RS і магнітофона

## Фільмографія
- 1966 — На дикому березі (Реж. А. М. Граник)
- 1968 — Джерело (Реж. А. М. Граник)
- 1968 — У день весілля (Реж. Вадим Михайлов)
- 1970 — Василь Меркур'єв (телефільм, Реж. В. С. Бичков)
- 1969 — Щастя Анни (Реж. Ю. А. Рогов)
- 1971 — Місяць серпень (Реж. В. В. Михайлов)
- 1972 — Театральні історії (Реж. О. А. Бєлінський)
- 1979 — Лицар із Княж-міста (Реж. В. В. Михайлов)
- 1980 — Пристань (Реж. В. Сорокін)
- 1981 — Сільська історія (Реж. В. Є. Канівський)
- 1982 — Анюта (Реж. О. А. Бєлінський, В. В. Васильєв)
- 1984 — «Будинок біля дороги» (Реж. Олександр Бєлінський)
- 1986 — Образа (Реж. А. В. Сіренко)
- 1987 — Байка (Реж. Георгій Бурков, Г. М. Лавров)
- 1989 — Одруження Бальзамінова (Реж. О. А. Бєлінський)
- 1993 — Провінційний бенефіс (Реж. О. А. Бєлінський)

## Факти
- Вологодська філармонія [Архівовано 29 квітня 2014 у Wayback Machine.] носить ім'я Гавриліна. Під її егідою кожні два роки проходить Гаврилінський фестиваль, а також Губернаторський міжнародний юнацький виконавський конкурс ім. В. О. Гавриліна.
- У Вологді існує музей «Література. Мистецтво. Століття XX» (філія Вологодського державного історико-архітектурного та художнього музею заповідника), присвячений творчості Валерія Гавриліна та Миколи Рубцова
- «Санкт-Петербурзька дитяча музична школа мистецтв ім. В. О. Гавриліна» [Архівовано 29 квітня 2014 у Wayback Machine.].
- Ім'я Гавриліна носить дитяча музична школа [Архівовано 21 квітня 2013 у Wayback Machine.] Кадникова.
- Засновано іменна стипендія [Архівовано 9 квітня 2014 у Wayback Machine.] для студентів Санкт-Петербурзької консерваторії.
- Ім'я GAVRILIN присвоєно малій планеті сонячної системи [Архівовано 9 квітня 2014 у Wayback Machine.].
- В пам'ять про композитора названо вулиці в Санкт-Петербурзі та селі Кубенське.

## Пам'ятники
- Меморіальна дошка [Архівовано 29 квітня 2014 у Wayback Machine.] на вулиці Пестеля в Санкт-Петербурзі.
- Меморіальна дошка [Архівовано 29 квітня 2014 у Wayback Machine.] на будівлі Вологодської музичної школи № 1.
- Бюст роботи скульптора Ю. В. Євграфова.